# Boeing Boeing
 (août 2022).
Si vous disposez d'ouvrages ou d'articles de référence ou si vous connaissez des sites web de qualité traitant du thème abordé ici, merci de compléter l'article en donnant les références utiles à sa vérifiabilité et en les liant à la section « Notes et références ».
Pour les articles homonymes, voir Boeing Boeing (film).
Boeing Boeing est une comédie en trois actes de Marc Camoletti créée le 10 décembre 1960 à la Comédie-Caumartin, avec Christian Alers et François Guérin.
Ce vaudeville, narrant les aventures d'un journaliste menant de front trois aventures amoureuses avec des hôtesses de l'air, a connu un énorme succès, avec plus de  25 000 représentations à ce jour. Il est inscrit au Livre Guinness des records comme la pièce française la plus jouée dans le monde et a également fait l'objet d'une adaptation au cinéma en 1965 avec Tony Curtis et Jerry Lewis.

## Interprétation
(août 2022).
- Si vous ne connaissez pas le sujet, laissez ce bandeau (vous pouvez alors contacter les auteurs).
- Si vous supprimez le contenu mis en cause (vous pouvez préalablement contacter les auteurs),

argumentez précisément cette suppression dans la page de discussion
(un manque de référence n'est pas un argument ; une recherche réelle de référence doit avoir été effectuée, être formellement documentée).

### Distribution à la création
|            | Acteurs et actrices ayant créé les rôles |
| Personnage | Acteur ou actrice                        |
| Bernard    | François Guérin                          |
| Robert     | Christian Alers                          |
| Berthe     | Christiane Muller                        |
| Jacqueline | Perrette Pradier                         |
| Janet      | Barbara Sommers                          |
| Judith     | Anne Doat                                |

Interprétations par rôles (Listes non exhaustives)
| Rôle de Bernard : - François Guérin (1960-62) - Marc Camoletti (1962) - Philippe Gasté (1972, 1979) - Alain Lionel (1971) - Claude Carvin (1972-74, 1979) - Michel Rocher (1974-75) - Georges Claisse (1976) - Jean-Paul Solal (1976, 1979) - Yves Marchand (1978) - Thierry Beccaro (1993) - Frank Leboeuf (2018-19) - Denis Cherer (2018-19) | Rôle de Robert : - Christian Alers (1960-62) - Jean-Pierre Darras (1963-65) - Bernard Tiphaine (1971-72) - André Valardy (1972-73) - Jean-Paul Lannoy (1974-76) - Patrick Guillemin (1976) - Jacques Balutin (1976) - Jean-Paul Tribout (1978) - Jean Montagne (1979) - Didier Constant (1999-2001) - Nicolas Thinot (2001-2004) - Thierry Samitier (2018-2019) | Rôle de Berthe : - Christiane Muller (1960-61, 1971, 1972, 1974, 1979, 1993) - Arlette Bach (1962) - Laurence Badie - Florence Beday (1971, 1973) - Catherine Royer (1974-1975) - Marie-Pierre Casey (1975-76) - Monique Tarbès (1976) - Nicole Vassel (1976) - Marion Game (1978) - Séverine Denis (1979) - Véronique Demonge (2018-19) |

| Rôle de Jacqueline : - Perrette Pradier (1960-63) - Véronique Silver (1963) - Carole Leroy (1971-73, 1975-76) - Marie Chatelier (1974) - Élisabeth Catroux (1974-75) - Corinne Corson (1976-79) - Cindy Cayrasso (2018-19) | Rôle de Janet : - Barbara Sommers (1960-61) - Annick Bouquet (1962-63) - Nicole Gueden (1972-73) - Annick Dufrene (1974) - Annie Jouzier (1974-78) - Marie-Christine Adam (1978) - Stina Zetterberg (1979) - Edita Užaitė (2008) - Marinelly Vaslon (2018-19) | Rôle de Judith : - Anne Doat (1960-61) - Michèle Bardollet (1962) - Jenny Dolcey (1963) - Corinne Lahaye (1971, 1975-76, 1978) - Marie-Noëlle Rosbec (1972-73) - Christine Millet (1975) - Marie-Georges Pascal (1976, 1978, 1979) - Brigitte Chamarande (1976) - Perrine Serfati (1979) - Caroline Ami (2018-19) |

## Éditions
- 1995 : Boeing-Boeing éd. Librairie théâtrale, Paris  (ISBN 2-7349-0126-9).

## À la télévision
- 2018 : sur RTL-TVI, pour le Télévie, mise en scène de Jean-Paul Andret, avec Sophie Pendeville, Maria Del Rio, Sandrine Dans et Sandrine Corman, Michaël Miraglia et Olivier Leborgne[1]